# Harmomastix kenianus
Harmomastix kenianus är en mångfotingart som beskrevs av Chamberlin 1927. Harmomastix kenianus ingår i släktet Harmomastix och familjen Odontopygidae. Inga underarter finns listade i Catalogue of Life.